# Toniná
Toniná es una zona arqueológica perteneciente a la cultura maya, que contiene abundantes restos arqueológicos, así como edificios singulares, correspondientes a dicha cultura. Las estructuras de Toniná (múltiples templos y escalinatas construidas sobre las colinas) se encuentran entre las más altas de México; el templo más alto está a más de 75 metros sobre el nivel de la plaza inferior siendo esta la pirámide más alta del continente americano. Este sitio arqueológico es de gran riqueza cultural; aquí se han descubierto más de 300 textos jeroglíficos; algunos de ellos hacen referencia a los gobernantes del lugar.
La ciudad conoció una ocupación de carácter discontinuo, aunque muy extendida, en el tiempo entre, al menos, el siglo I de nuestra era, hasta el siglo XVI, coincidiendo el final de su ocupación, aproximadamente, con la llegada de los españoles a América, a pesar de que la imparable decadencia fue anterior, dándole la puntilla definitiva los mexicas, en el siglo XIV. El período de auge de Toniná, en cualquier caso, se produjo hacia los siglos VII, a IX, a la vez que se tiene constancia escrita de la existencia de la ciudad, a finales del siglo VI, concretamente, en el año 593, ya que se trata de la fecha con la que se corresponde la primera inscripción calendárica en piedra, localizada en la misma.

La estructura piramidal de Toniná es la más grande de México y Mesoamérica, con una fachada que abarca 320 metros, en la esquina del noreste tiene 62 metros de altura y por el frente alcanza una altura de 75 metros, siendo la edificación prehispánica y pirámide maya más alta que existe. 

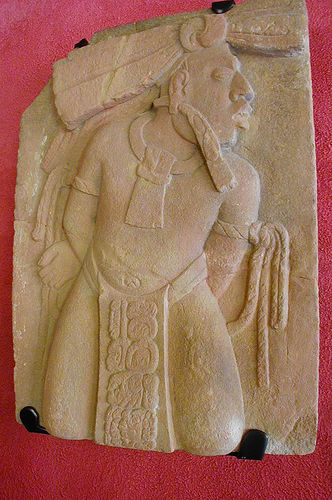
Escultura que representa a un guerrero cautivo.

## Etimología
El nombre con el que actualmente se conoce a la ciudad, Toniná, procede de una palabra en el Idioma tseltal, teniendo el significado, en español, de La casa de piedra, o El lugar donde se levantan esculturas en piedra, en honor del tiempo, nombre que constituye una buena descripción del lugar. Sin embargo el nombre original era Po o Popo, apareciendo en los textos del Clásico Maya en el título usado para los gobernantes de Toniná, k'uhul po 'ajaw (Divino Señor de Po). Una rebelión maya en la época colonial, en 1558, contó con un grupo llamado po 'winikob' (Pueblo de Po). El glifo emblema tenía un glifo po doble y el término Popo también se encuentra en los registros coloniales. Dado que los sonidos dobles a menudo se abrevian en textos jeroglíficos, Popo puede representar el nombre original de la ciudad.

## Historia del lugar
Toniná se construyó en un área geográfica que no queda afectada por los huracanes que cíclicamente azotan la región, procedentes bien del Océano Atlántico, bien del Océano Pacífico. Por otra parte, se edificó a semejanza de las montañas sagradas, pensada para honrar y reverenciar a las deidades celestes: el Sol, la Luna, Venus y la Tierra.
Aunque la época de apogeo de Toniná puede datarse hacia las últimas fases del Período clásico maya, es decir, de los siglos VII, a IX de nuestra era, en el valle de Ocosingo se tiene constancia de que el lugar ya había sido habitado, en forma discontinua, al parecer, desde las últimas fases del Período preclásico maya, es decir, al menos, desde los siglos  I y II de nuestra era. Se afirma, por otra parte, que el origen de la ciudad se relaciona con los movimientos de pueblos, ocasionados en el período de los olmecas, en el primer milenio antes de Cristo.
Durante el amplio período de existencia del asentamiento, Toniná coexistió con los asentamientos, igualmente mayas, de las ciudades clásicas más antiguas de Tikal, Copán, o Palenque, así como también con las nuevas ciudades mayas, como Uxmal y Kabáh, estas últimas situadas en la Península de Yucatán. Con las primeras de estas ciudades, Toniná comparte la vieja iconografía, propia de la Cultura maya, basada en monstruos de la tierra, deidades acuáticas, aves celestes y dragones del inframundo; además, participa de la nueva iconografía, en uso en las nuevas ciudades, basada principalmente en dos símbolos iconográficos: la greca espiral escalonada y los mascarones de Chaac, el dios del agua. Arquitectónicamente, también se observan relaciones con esas dos diferentes concepciones de la Cultura maya ya que, por una parte, los templos tienen los rasgos típicos de las ciudades clásicas, además de estar dotados de escaleras como adorno, como las existentes en los templos Chenes de Campeche, o la planta del Palacio Principal de Toniná, que tiene forma Puuc y como los palacios existentes en Yucatán. 
Podemos dividir la historia de Toniná en dos períodos, claramente diferenciados, además del correspondiente a su decaimiento y desaparición, como lugar habitado. El primero de ellos, que abarcaría entre el año 300 y el año 500, ambos de nuestra era, correspondería al período fundacional y de formación de la ciudad. Por su parte, el segundo período sería el de plenitud o esplendor, desde el año 500, hasta la desaparición de la ciudad.

### Clásico Temprano
Toniná tuvo una presencia particularmente activa en el Clásico Temprano, aunque los restos del Clásico Temprano se encuentran enteramente enterrados en una construcción posterior. Debido a esto, los primeros textos son escasos y solo ofrecen una visión de la historia temprana del sitio. Un texto del siglo VIII se refiere a un gobernante en el año 217 d. C., aunque solo menciona su título, no su nombre. Durante el período fundacional y de consolidación de la ciudad, que se encontraría entre el año 300 y el año 500, ambos de nuestra era, se presentaba en un contexto influido por su competencia y lucha contra el resto de ciudades del mundo cultural maya del momento, como Palenque, Yaxchilán, Tenosique, Calakmul, Chichén Itzá, Uxmal y Tikal.

Al parecer, en octubre del 440, una alianza entre los dirigentes de las ciudades de Palenque, Yaxchilán y Tenosique, aprovechándose de determinadas condiciones meteorológicas, consiguió temporalmente el sometimiento de la ciudad que, sin embargo, rápidamente recuperó su propia independencia. Esta recuperación de la independencia de la ciudad de Toniná, estaría relacionada con la caída de Teotihuacán, en el 550 y con la partida de la casta dirigente teotihuacana, hacia Mesoamérica, para entremezclarse con las clases dirigentes de la zona, propia del ámbito cultural y político maya. En cualquier caso, a partir de la recuperación de su independencia, Toniná recobró el rumbo con un nuevo impulso cultural, penetrando así, de pleno, en el período de esplendor de la ciudad. La primera mención de Toniná en un registro de un estado extranjero proviene del sitio de Chinikihá, ubicado a 72 kilómetros al noreste en el Río Usumacinta, el texto es de un trono y describe la captura de una persona de Toniná en 573. 

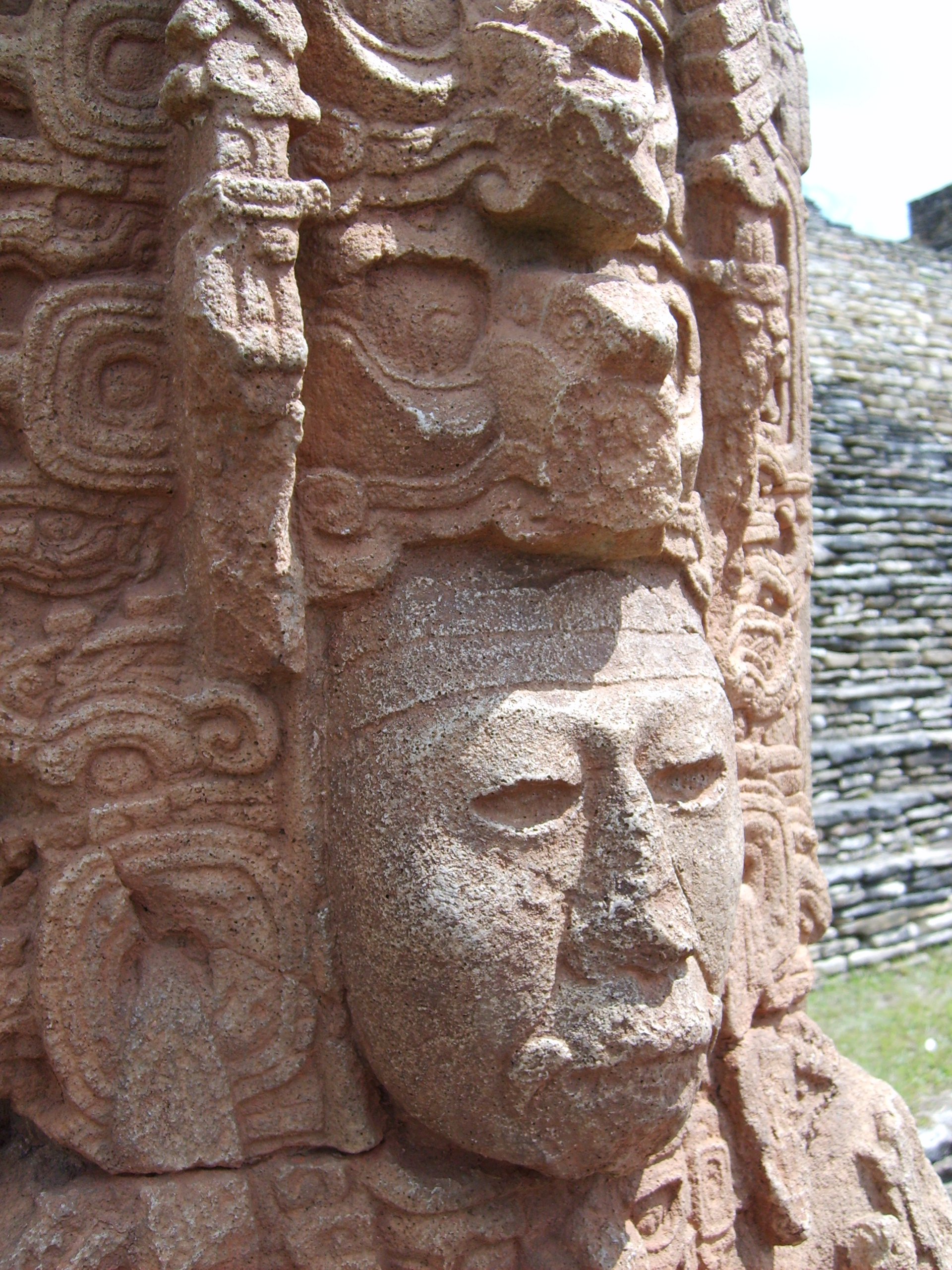
Representación de Sotz' Choj Muan

### Clásico Tardío
Se tiene constancia documental escrita, de la existencia de la ciudad, a finales del siglo VI, en el año 593, siendo ésta la fecha correspondiente a la primera inscripción calendárica en piedra y hay evidencia de la existencia de una dinastía reinante, que celebraba con monumentos en piedra los nacimientos, casamientos, victorias militares y muertes de los gobernantes. Al primero se le conoce como Gobernante 1, poco se sabe sobre este gobernante, la primera mención que se encontró sobre el es en el Monumento 106 donde es llamado con el nombre de Itzamna:J-? o también llamado Cabeza de Reptil y se sabe que para el 514 ya estaba gobernando. El siguiente gobernante por escritura glífica se llama B'alam Ya-? Ahk-Al (Jaguar Pájaro Pecarí) también es conocido como Sotz' Choj Muan está representado en una estela del siglo VI, que lo describe accediendo al trono en el 563. El tercer gobernante en la línea de sucesión se conoce como Chak B'olom Chaak solo mencionado en un tablero saqueado que hoy se encuentra en el pueblo de Emiliano Zapata, Tabasco; describe la visita a la tumba de otro rey de Tonina. Durante este periodo, Toniná dominó la región de Chalchihuitán la cual le dio acceso a yacimientos de jade que abastecieron a su dinastía de este mineral.

#### K'inich Hix Chapat
K'inich Hix Chapat nació en el 606 y llegó al poder en el 615 a los ocho años de edad. En el 633, K'inich Hix Chapat está registrado como instalador de dos señores subordinados, pero poco más se sabe de su reinado. La última mención de K'inich Hix Chapat es en un monumento fechado en 665 encontrada en Pestac, en las afueras de la ciudad.

#### Gobernante 2
El gobernante 2 accedió al trono de Toniná en 668. Su gobierno está marcado por la guerra y la representación frecuente de los cautivos atados en sus monumentos. El Gobernante 2 estableció el uso del estilo escultórico de apariencia más tridimensional que vino a tipificar las estelas de Toniná. Un monumento que data de 682 muestra a tres prisioneros desnudos con sus brazos atados, uno de ellos es identificado como un señor de Annak, un sitio aún no identificado. Su reinado pudo haber terminado con su derrota y captura por K'inich Kan Balam II de Palenque en septiembre de 687, como se describe en un texto glifico del Templo 17 en la ciudad rival, un evento que probablemente culminó en su sacrificio.

#### K'inich B'aak Nal Chaak

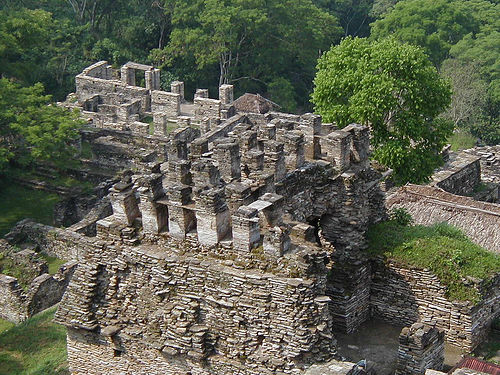
Vista desde lo alto de la pirámide.

K'inich B'aak Nal Chaak (Resplandeciente Señor de la Lluvia y el Inframundo) fue entronizado en 688 a los 35 años de edad, durante su reinado restauró el poder de Toniná con varias victorias militares sobre Palenque, su reinado estuvo dominado por la lucha contra la ciudad rival por el poder regional. La ciudad de Toniná constituyó, en sus tiempos, una auténtica potencia militar de la época, habiéndose encontrado representaciones de prisioneros, en piedra y estuco, por toda la Acrópolis; El Juego de Pelota 1, el más grande de los dos juegos de pelota de Toniná se dedicó en 699 a celebrar tres victorias sobre el archirrival de la ciudad y los marcadores centrales son de dos cautivos, siendo el más importante de los mismos, según la inscripción, un gobernante de la ciudad de Palenque, llamado Kan Hul. El juego de pelota originalmente tenía seis esculturas de cautivos atados, todos vasallos del gobernante enemigo de Palenque de la región de Usumacinta. El período de auge del dominio político y militar de la ciudad de Toniná, lo que podríamos denominar como el punto culminante de su poderío, se produjo durante su reinado, momento en que la ciudad podía asegurarse que era la más importante de todo el ámbito cultural maya e, incluso, de Mesoamérica. Por ese motivo, es en esta época cuando se produce el mayor número de elementos artísticos y arquitectónicos del lugar, que han llegado hasta nuestros días. Entre los años 697 al 702 Toniná consigue el dominio y subordinación de sitios aledaños en los valles del norte de Chiapas como Bolonkin, Natentsun y Mukana, teniendo el control de una extensa ruta comercial entre las tierras mayas hacia las costas de Tabasco y la cultura del centro de Veracruz en el Golfo de México.
Durante este período de esplendor, los señores mayas de Toniná se postularon como los creadores del tercer sol -siendo el primer sol el de los Olmecas y el segundo el de los Teotihuacanos-, período al que puso fin una incursión de los Toltecas, a principios del siglo X, que destruyó el poder de Toniná, autoconsiderándose como el cuarto sol, previo al quinto sol, representado por los Aztecas. La fecha de la muerte del gobernante es en el 707.

#### Gobernante 4
El gobernante 4 llegó al poder en 708 a una edad muy temprana. Tres años después, en 711, mientras el gobernador 4 aún era un niño, Toniná obtuvo una importante victoria sobre Palenque. La batalla resultó en la captura de Kan Joy Chitam II de Palenque y convirtió a Toniná en el centro dominante en la región baja de Usumacinta. La victoria fue tan completa que dio lugar a una brecha de diez años en la historia dinástica de la ciudad derrotada, durante la cual el gobernante capturado pudo haber sido tomado como rehén. El Gobernador 4 continuó en el poder para celebrar los fines del período de 716 y 721. Un cautivo representado en uno de los monumentos se identifica como proveniente de la lejana ciudad de Calakmul, una de las dos "superpotencias" mayas.

#### K'inich Ich'aak Chapat
K'inich Ich'aak Chapat (Gran-Sol Garra Ciempiés) sucedió al Gobernante 4 en el 723. Alrededor de 725 Toniná libró una guerra contra Piedras Negras, una ciudad en la orilla norte del Río Usumacinta, ahora en Guatemala. Una serie de eventos durante su reinado fueron marcados en monumentos entre 726, 729 y en el 730 volvió a rededicar la tumba de su predecesor K'inich B'aaknal Chaak. La madre de K'inich Ich'aak Chapat se llama Lady Winik Timan K'awiil y su padre bien pudo haber sido el mismo K'inich B'aak Nal Chaak.  El reinado de K'inich Ich'aak Chapat es notable por la ausencia de las esculturas usuales que representan cautivos de guerra, aunque la razón de esto es desconocida.

#### K'inich Tuun Chapat
Poco se sabe de los siguientes gobernantes, el sexto gobernante en la línea de sucesión se llama K'inich Tuun Chapat (Gran-Sol Piedra Ciempiés), celebró el período que termina en 736, mando a remodelar el Juego de Pelota 1 añadiendo uno de los tres marcadores centrales del corredor de la cancha; puede haber muerto en 762. Un texto dañado que acompaña a la imagen de un cautivo vinculado indica una guerra renovada Palenque durante su reinado, sin embargo, el nombre del prisionero se pierde y no está claro si es el gobernante real de Palenque o simplemente uno de sus vasallos.

#### Kinich Chapat
Tonina gozo de un florecimiento final bajo su reinado, ha sido identificado como K'inich Chapat (Gran-Sol Ciempiés) nació en el 756 y fue el último de los reyes guerreros de Toniná, celebró una serie de eventos entre 789 y 806, incluida la derrota de Pomoy en el 789 y la captura del gobernante Ucha'an Aj Chih, que parece haber sido el vasallo de B'olon K'awiil de Calakmul. En 799, volvió a dedicar la tumba de la Gobernante 1. El Gobernante 8 supervisó una extensa remodelación de los niveles superiores de la Acrópolis el Espejo humeante del cielo -el nombre en maya antiguo del templo principal más elevado de la acrópolis- estaba habitado por la clase superior (reyes, nobles, sacerdotes, astrónomos, arquitectos y militares de alta jerarquía), distribuida en los cuatro lados de la ciudad sagrada; habiendo en el entorno más próximo de la ciudad, unos 10000 habitantes más, que alcanzaban unos 40000 habitantes, en todo el valle de Ocosingo. Tuvo una importante actividad militar en las provincias aledañas y erigió una serie de esculturas de prisioneros de guerra atados y adoptó el título Aj b'olon b'aak , "El de muchos cautivos". Sin embargo, la menor extensión del poder de Toniná es evidente por su victoria sobre el sitio de Sak Tz'i '(Perro blanco), una ciudad importante en la región lacandona, un área que una vez había sido dominada por Toniná, su última inscripción en la base de la Estela 95 lleva la fecha del 806 después de la cual Toniná se hundió en un silencio de 30 años.

#### Uh Chapat
Para el reinado del noveno gobernante, Uh Chapat (Luna Ciempiés), Toniná estaba claramente en declive, a él puede ser asociado un friso de estuco en la colina sur de la Estructura D5-5 que muestra a prisioneros con garrotes en sus gargantas y que data del 830, solo un evento en 837 puede ser fechado en su reinado.

### Decadencia e historia reciente del lugar

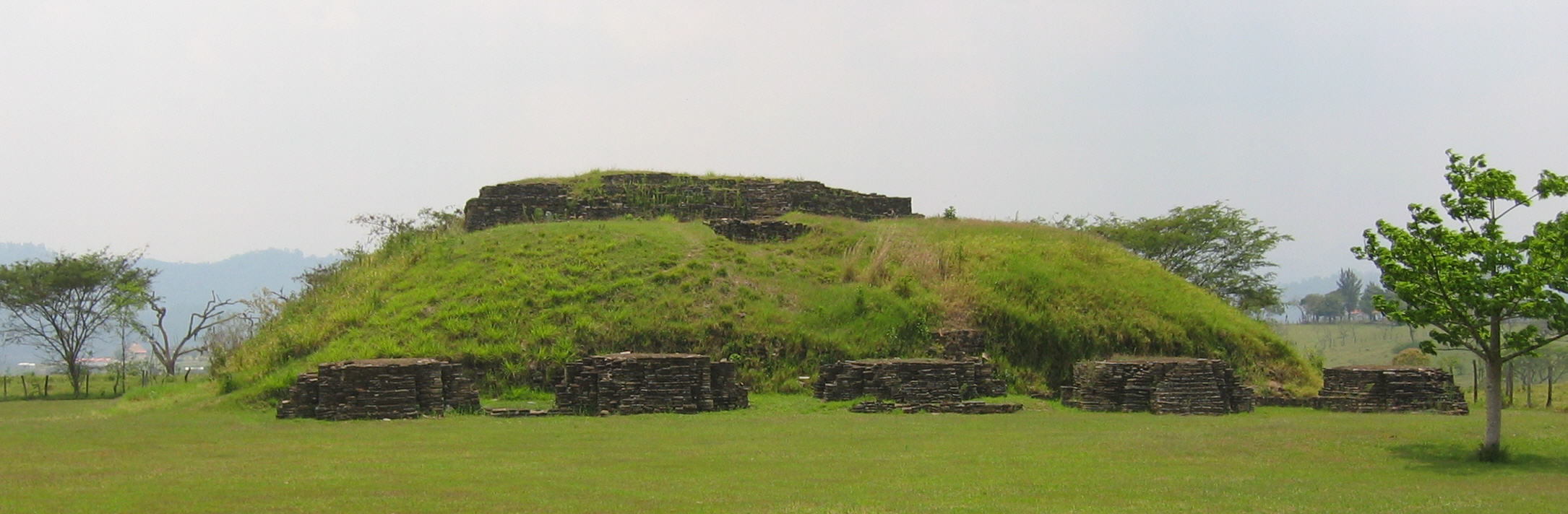
El llamado Templo de la guerra cósmica

Toniná logró sobrevivir, durante un tiempo, al derrumbe del viejo imperio maya, coexistiendo con las ciudades toltecas de Tula y Chichen Itzá, el reinado del Gobernante 10 está asociado con un monumento que data de 904 en el Clásico Tardío y un monumento que data del 15 de enero del 909 y lleva la última fecha conocida de Cuenta Larga (10.4.0.0.0), aunque el nombre del gobernante no ha sobrevivido. La llegada de los aztecas, hacia el siglo XIV, supuso el inicio de su decadencia.
Con posterioridad a este período, la crisis y destrucción de la ciudad resulta imparable: se decapitan y destrozan las esculturas; la acrópolis es utilizada como necrópolis por nuevos pueblos que, al enterrar a sus muertos, saqueaban viejas tumbas y ofrendas, a la vez que perforaban templos y palacios. Finalmente, tras mil años de existencia, la tierra y la vegetación cubrieron las ruinas de la ciudad, que sólo tras una década de trabajos arqueológicos ha salido de nuevo a la luz, permitiendo así el conocimiento de su existencia.
El primer relato publicado de las ruinas fue hecho por Fray Jacinto Garrido a fines del siglo XVII, en 1787 Vicente José Solórzano hace mención del sitio, nombrándolo por su nombre en Tseltal "Toniná". Varios visitantes investigaron las ruinas de Toniná en el siglo XIX, la primera fue una expedición dirigida por Guillaume Dupaix en 1808. John Lloyd Stephens y Frederick Catherwood visitaron en 1840, y Stephens escribió una descripción extensa de la sitio. Eduard Seler y Caecilie Seler-Sachs investigaron los monumentos en Toniná, publicando sus informes a finales del siglo XX. Karl Sapper visitó el sitio en 1895 y 1896. Frans Blom y Oliver La Farge investigó el sitio en 1925 para la Universidad de Tulane y publicó sus informes en 1926-1927. Durante 1944 Eric Thompson y Sylvanus Morley pasaron algunos días en el sitio para estudiar sus monumentos.
El proyecto francés Toniná auspiciadas por la Misión Archeologique Francaise et Ethnologique au Mexique y el Centre National de la Recherche Scientifique, comenzó las excavaciones en 1972, las cuales continuaron hasta 1975 y luego se reanudaron en 1979 hasta 1980, bajo la dirección de Pierre Becqueliny Claude Baudez.
El Instituto Nacional de Antropología e Historia de México comenzó sus propias excavaciones en Toniná el año siguiente, este proyecto continúa hasta nuestros días y ha estado dirigido por el Dr. Juan Yadeun Angulo. Hasta el momento el proyecto ha permitido identificar poco más de 200 edificios, sin embargo, por ahora, las excavaciones arqueológicas se han limitado a la quinta parte del área, que se ha delimitado y protegido legalmente, de tan sólo 2 km 2, de los cuales la ciudad ocupa únicamente unas 94 hectáreas, alrededor de una colina alta del valle de Ocosingo.

## Ubicación
El sitio está localizado a unos 10 kilómetros al este de la actual ciudad de Ocosingo, a 115 kilómetros de distancia de Palenque y a 85 kilómetros de San Cristóbal de las Casas (Chiapas), en México. A Toniná, una de las capitales más importantes del México antiguo hacia el año 800, se puede llegar tomando una carretera estatal pavimentada saliendo de la cabecera municipal de Ocosingo, Chiapas.
• Tikal a 498,3 km. Guatemala
• Copán 759,6 km. Honduras
• Palenque 137,3 km. Chiapas
• Uxmal 646,2 km. Yucatán
• Kabáh 630,2 km. Yucatán

## Descripción de la ciudad

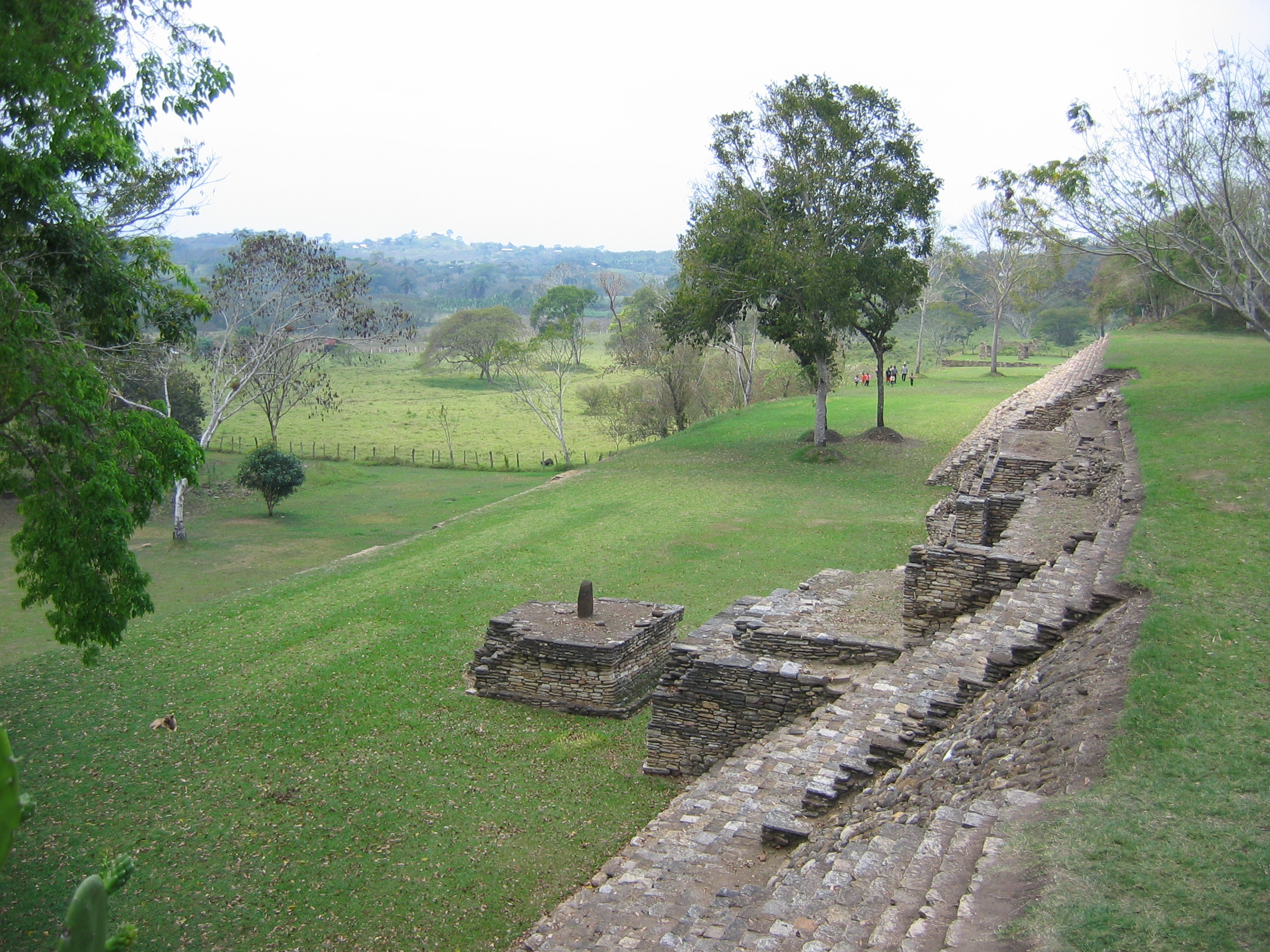
Vista del altar de Toniná.

La ciudad de Toniná se asienta sobre un relieve natural boscoso, en el sector norte del valle de Ocosingo, formado por terrenos arcillosos, a unos 75 m de altura de la llanura circundante, (Mientras la Pirámide del Sol de Teotihuacán tiene una altura de 65 metro), aprovechados, en parte, para quedar revestidos en piedra, para constituir una serie de plataformas elevadas y estables, de tipo piramidal, sobre las que se levantaron los templos y palacios de la ciudad. De esta forma quedó constituido el núcleo urbano principal de la ciudad, a modo de acrópolis de la misma, a cuyo alrededor y en todo el resto del valle se escalonaban las zonas residenciales y las dedicadas a uso agrícola.
Sin embargo, el hecho de que el asentamiento de Toniná haya tenido, al menos, mil años de ocupación humana, marcados por una incesante sucesión de construcciones, ha determinado que los palacios, templos y escalinatas de acceso hayan ido superponiéndose unos a otros, entretejiendo un intrincado laberinto constructivo.
En los materiales constructivos se utilizaron: Ceniza y arcilla alcalinada, cal, con el uso de estuco y mortero.
Existen actualmente un total de siete plataformas, agrupadas en la llamada Gran Pirámide, de las que cabe destacar a cuatro de ellas: la segunda, que acoge al llamado Palacio del Inframundo; la cuarta, en la que se halla el Palacio de las Grecas y la Guerra; la sexta, donde se halla el Mural de los Cuatro Soles, una representación de las Cuatro Edades Cósmicas y la séptima, la más elevada, que acoge a dos templos, el Templo de los Prisioneros y el Templo del Espejo Humeante, siendo estos últimos los templos más elevados de Mesoamérica. Existen en la ciudad un total de 97 edificios localizados, de diferentes tamaños y función arquitectónica (un templo para cada uno de los 13 Dioses mayas, palacios destinados a residencia, un laberinto, un mural, un subterráneo dedicado al dios de los huesos y al inframundo), así como dos Juegos de pelota al caminar por esta estructura se van repitiendo los tiempos, como las direcciones del cielo, en ese movimiento armónico que los mayas pensaban, se repetían todas las cosas de la vida y de la muerte también fueron descubiertas 38 Tumbas.
Las ruinas de Toniná nos presentan, pues, una suma de las más bellas expresiones estéticas de las arquitecturas de los pueblos que por ella han transitado: Arquitectura olmeca, Arquitectura maya, Arquitectura teotihuacana y Arquitectura tolteca. Elementos arquitectónicos a destacar son, por ejemplo, los cubrimientos a dos vertientes, en forma de triángulo isósceles, un dique con forma de caracol de guerra sobre un arroyo, afluente del Río Usumacinta en la Selva Lacandona, un total de 37 piezas escultóricas y magníficos altorrelieves, en piedra y estuco. Por otra parte, Toniná presenta una tradición escultórica de rasgos principalmente Mayas, aunque con peculiaridades propias.

### Estructuras
Acrópolis de Toniná, la escalinata central con sus 260 escalones, que atraviesa las siete plataformas y los 13 templos en la cúspide, 40 altares, más de 50 escaleras, y que se trata de un sitio arquitectónico que en apariencia no se ve, pero que tiene una retícula muy precisa.  

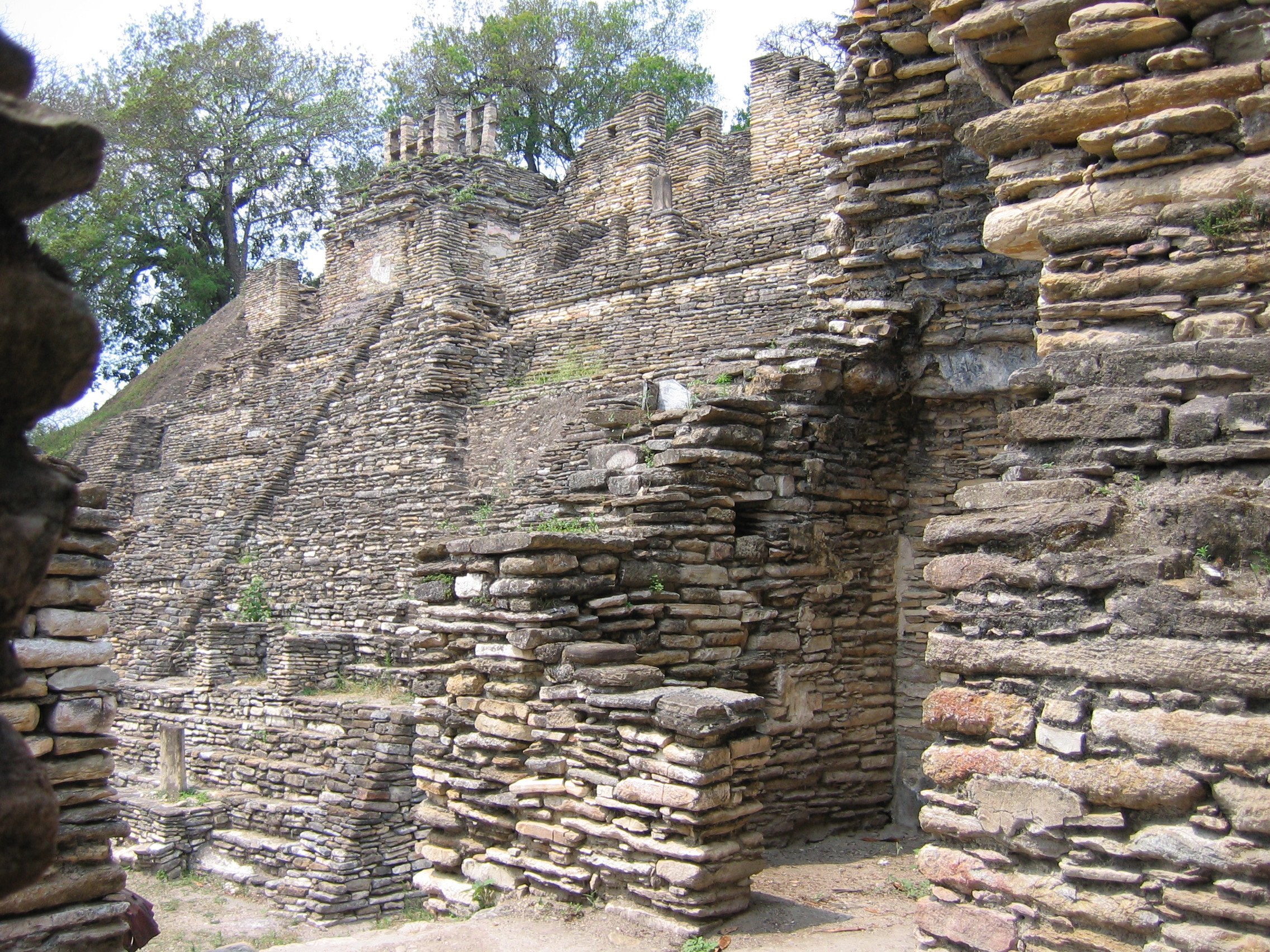
Pirámide en Toniná.

Juego de Pelota 1 Fue dedicado en 699 por K'inich B'aak Nal Chaak para marcar tres victorias sobre K'inich Kan Balam II de Palenque. Esculturas de los torsos de seis vasallos capturados del gobernante de Palenque se utilizaron como marcadores en el juego de pelota. Uno de estos vasallos se llama Yax Ahk (Tortuga Verde), que fue el señor de Annay Te', un sitio que probablemente se encuentra en el lado sur de Usumacinta entre Piedras Negras y Yaxchilán.
Juego de Pelota 2 es el más pequeño de los dos juegos de pelota y se encuentra en la quinta terraza de la Acrópolis.
Palacio del Inframundo se accede a través de tres arcos abovedados en el lado este de la tercera terraza de la Acrópolis.
Palacio de los Frisos o Grecas se encuentra en la cuarta terraza de la Acrópolis. La fachada sur del palacio está decorada con cuatro grandes grecas escalonados al estilo Teotihuacano. En el lado este del palacio, una escalera conduce a un trono de piedra decorado en estuco. Una de las habitaciones del palacio contiene una decoración de estuco que representa serpientes emplumadas y huesos cruzados.

### Monumentos y esculturas

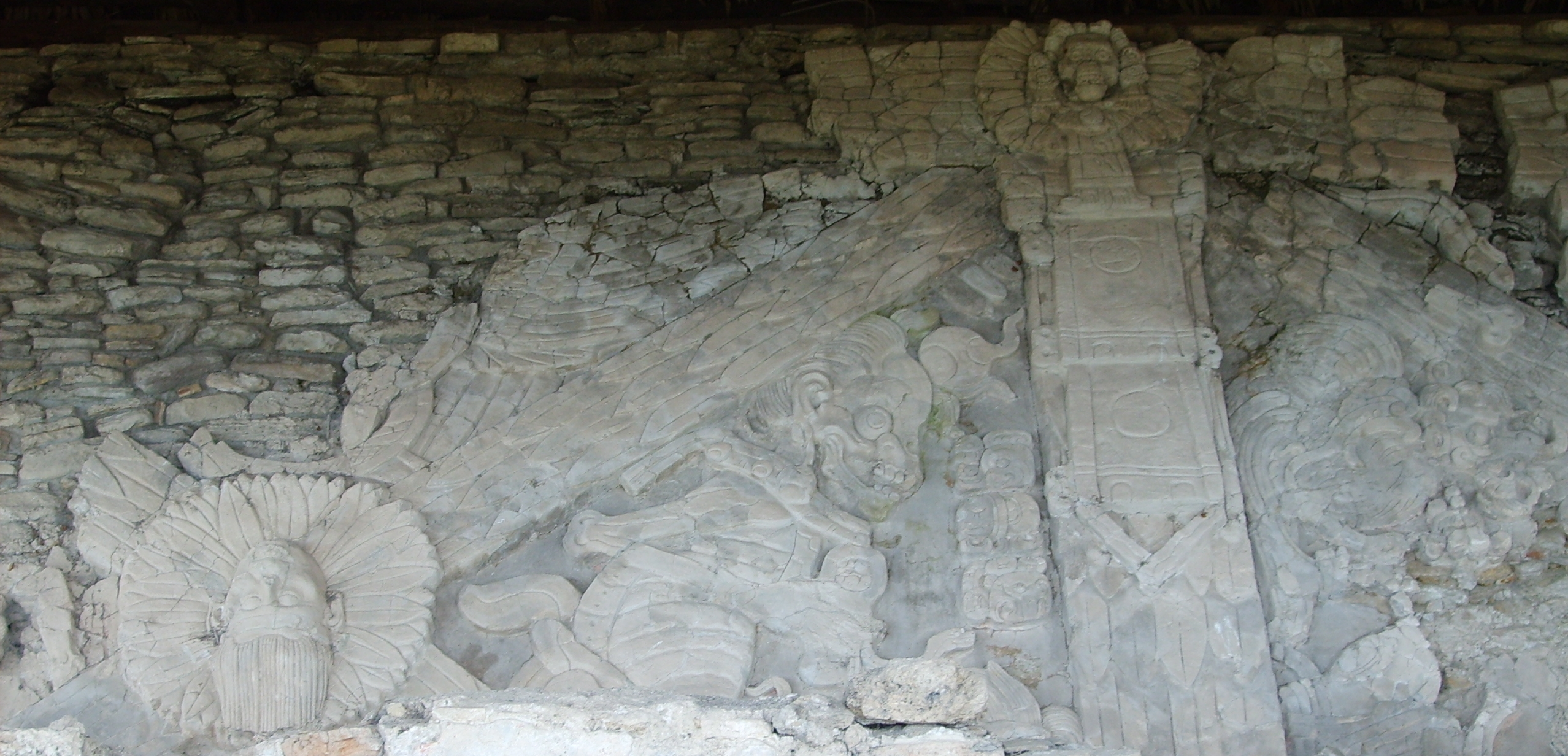
Detalle del Friso de las Cuatro Eras

Los monumentos de Toniná tienden a ser más pequeños que los de otros sitios mayas y la mayoría de las estelas miden menos de 2 metros de altura. La diferencia más importante con respecto a los monumentos en otros sitios mayas es que están tallados en un estilo tridimensional, a menudo con texto jeroglífico que corre por la columna vertebral. En la quinta terraza, las esculturas de los gobernantes de Toniná dominaron las representaciones bidimensionales de los enemigos derrotados.
Estela de Zots Choj Muan el gobernante se representa así mismo como el señor de la dualidad y los cuatro rumbos, porta un gran tocado con representaciones de murciélagos y búhos, animales que representan a las deidades nocturnas y que le confieren el dominio sobre el cielo, incluso sus tiempos, estaciones y climas; en la hebilla de su cinturón tiene como trofeo la cabeza de un jaguar que representa la guerra sagrada entre las luces del cielo y los nueve señores del inframundo y entre los brazos lleva un cetro de poder con la forma de una serpiente bicéfala, que le da la característica de la dualidad creadora - destructora y a su vez representa la eclíptica de Libra y Escorpión por donde pasa el planeta Venus.
Monumento 3 se divide en varios fragmentos, cinco de los cuales se recuperaron de varios lugares en Ocosingo y Toniná a lo largo del siglo XX y la mayoría de los cuales se reunieron en el museo del sitio de Toniná. Aparte de estar rota, la estela está en gran parte completa y solo ligeramente erosionada, es una estatua de un gobernante con inscripciones que describen la adhesión de K'inich B'aak Nal Chaak y la promoción al sacerdocio de Aj Ch'aaj Naah.
Monumento 5 se recuperó de una escuela en Ocosingo y se trasladó al museo de sitio de Toniná. Es una estatua humana de tamaño natural muy erosionada con la cabeza desaparecida.
Monumento 7 está tallado en piedra arenisca amarilla y solo ha sufrido daños menores. Es una base de estelas con jeroglíficos bien conservados en los cuatro lados verticales y fue dedicada por K'inich Ich'aak Chapat en 728. Actualmente se encuentra en el Museo Regional en Tuxtla Gutiérrez.
Monumento 8 se remonta al reinado del Gobernante 2. Marca el final del período de 682 y muestra la presentación de tres cautivos de guerra.
Monumento 12 es una escultura tallada en forma de ronda, que representa al Gobernante 2. Se remonta al año 672 d. C.
Monumento 26 es escultura de un gobernante erguido, de frente, ataviado con una larga capa con glifos en la parte posterior, porta una ancha faja con un maxtlatl con rostro fantástico y larga banda con cuentas esferoidales y tubulares. Lleva unas sandalias con correas trenzadas hasta las rodillas, con un gran tocado de superposición de máscaras, con aletas laterales ricamente adornadas y sostiene con los brazos y manos una barra ceremonial de mando, con rostro fantástico en cada extremo.
Monumento 28  esta escultura hoy parcialmente destruida originalmente tallada entre 615 y 668 d. C. como un retrato de K'inich Hix Chapaat. Fue reutilizado, probablemente durante el siglo XVII, como el pedestal de una pila bautismal cristiana para la iglesia San Jacinto de Polonia en Ocosingo, Chiapas. Ahora en el Museo Regional de Tuxtla Gutiérrez.
Monumento 27 es la sección de un escalón tallado que representa a K'awiil Mo ', un señor de Palenque, como un prisionero anciano, porta una diadema de placas rectangulares, un tocado de plumas, orejera de banda alargada, collar y maxtlatl, con los brazos atados por detrás, acostado sobre su espalda y las piernas flexionadas con su perfil colocado de tal manera que sea pisado una y otra vez. Actualmente en el Museo Nacional de Antropología e Historia en la Ciudad de México.

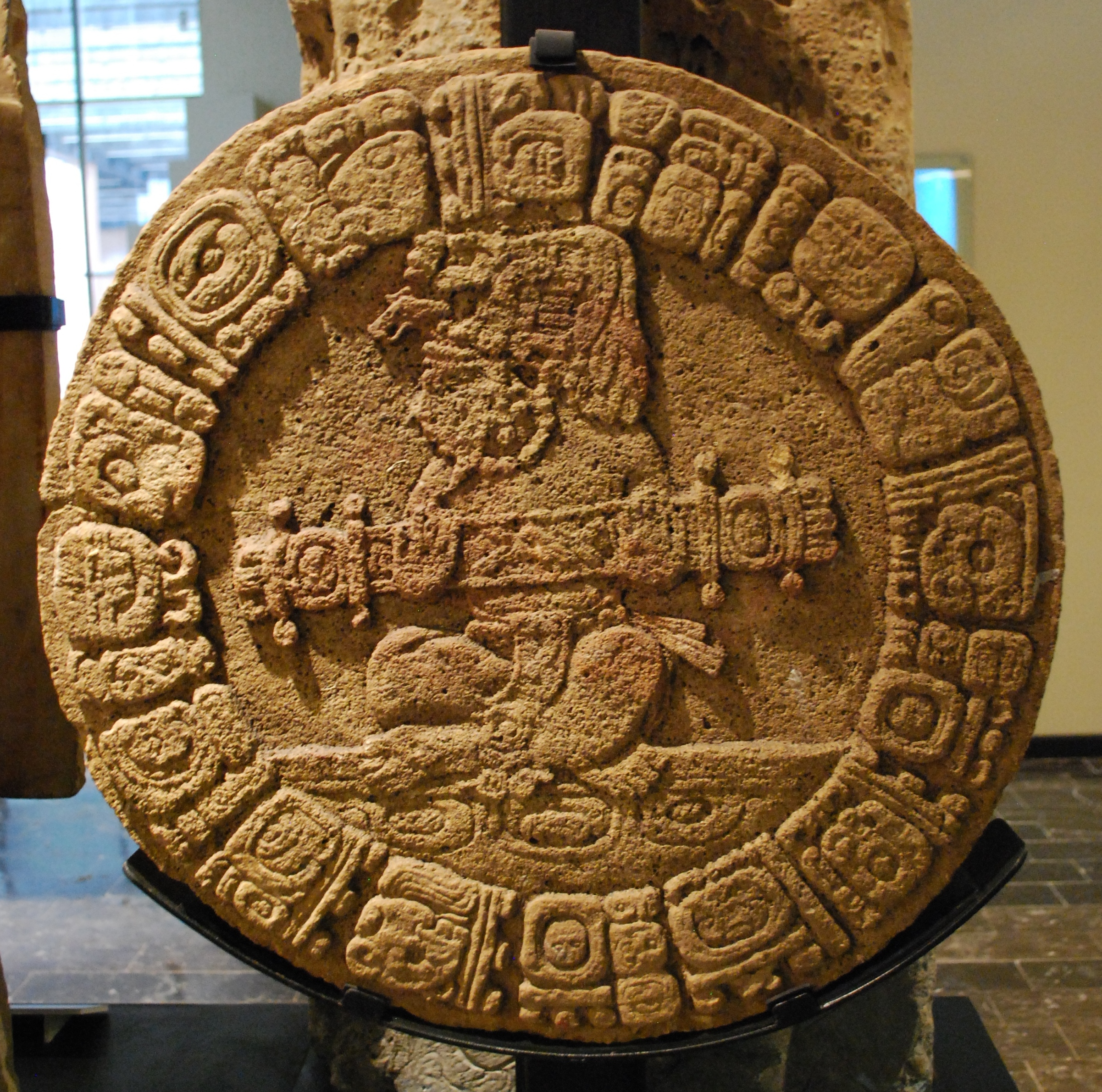
Monumento 69

Monumento 69 este marcador fue recuperado al centro del juego de pelota 1, el texto glifico menciona la muerte del señor Wak Chan K'ak un probable heredero al trono y quien murió en el 775 d. C. Ahora en el Museo Regional de Tuxtla Gutiérrez.
Monumento 99 es un fragmento sin fecha que representa a una mujer cautiva, lo cual es raro en el arte maya.
Monumento 101 tiene la última fecha de Cuenta Larga de cualquier monumento Maya, marca el final K'atun del 909 d. C.
Monumento 106 es el monumento con fecha más antigua del sitio, 593 d. C. Representa al Gobernante 1.
Monumento 113 muestra al Gobernante 2 participando en un ritual de dispersión.
Monumento 114 fue dedicado en 794 por el Gobernante 8. Conmemora la muerte de un importante noble, aparentemente un pariente o vasallo del Gobernante 8 Tuun Chapat.

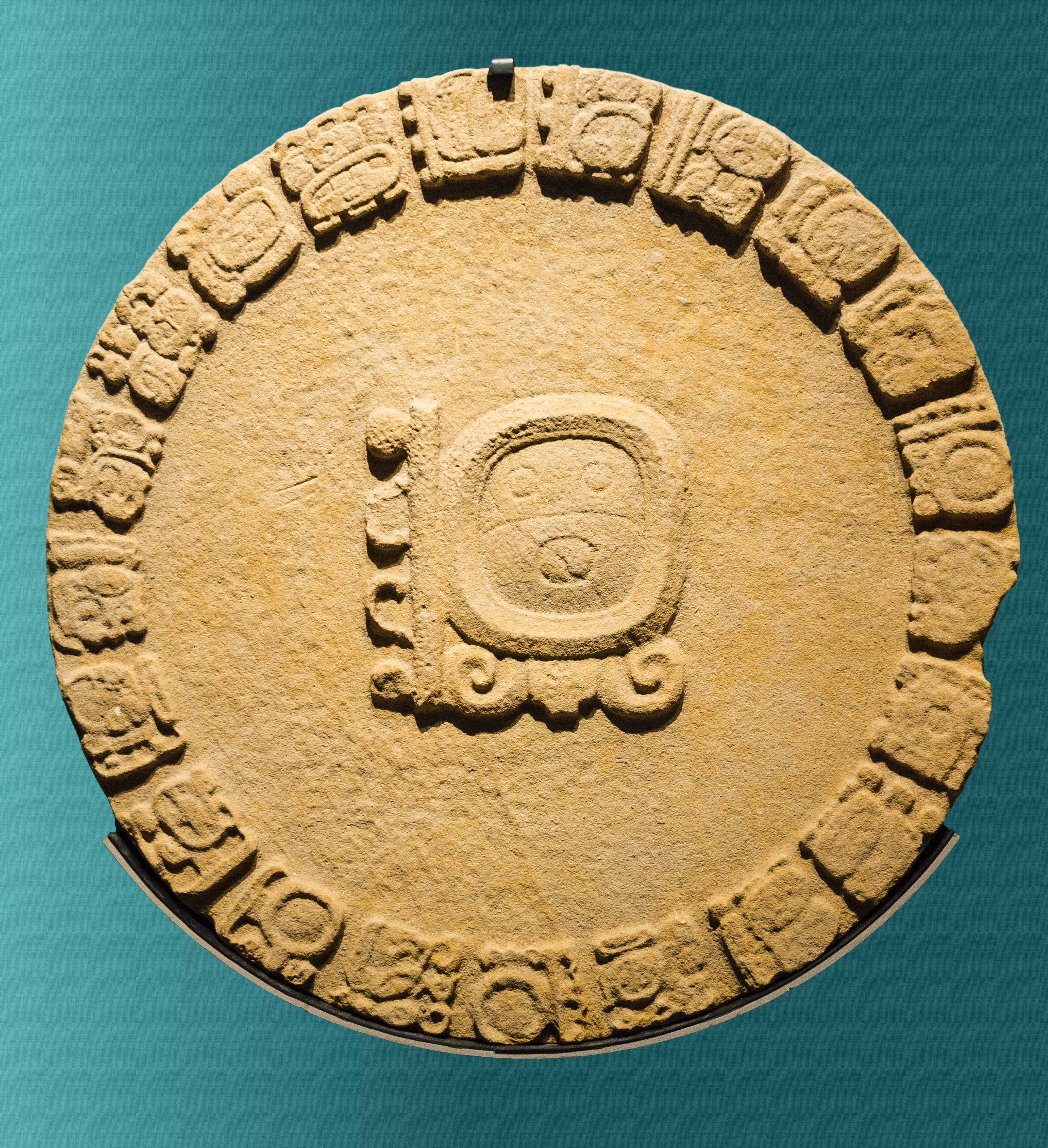
Monumento 139

Monumento 122 es una escultura de bajorrelieve que marca la derrota de Palenque por el Gobernante 4 en 711 y la captura de Kan Joy Chitam II, que muestra al soberano humillado casi desnudo y atado.
Monumento 139 es un disco conmemorativo, esta pieza hace referencia a la fecha 9.13.10.0.0, 7 Ajaw 3 Kumk’u (22 de enero de 702), en la que se realizó la celebración final del periodo del famoso gobernante K’ihnich B’aaknal Chaahk, quien porta los títulos yajawte’, Señor de Lanzas y pitzil, Jugador de Pelota.
Monumento 141 es un panel jeroglífico muy bien conservado tallado en piedra caliza blanca de grano fino con casi toda la inscripción intacta. Describe la dedicación de un juego de pelota por K'inich B'aak Nal Chaak.
Monumento 146 muestra al Gobernante 8, K’inich Chapat. Sostiene una barra ceremonial con signos lunares, imagen simbólica del cosmos, la cual remata en ambos extremos con cabezas de deidades. Su elegante atuendo incluye un tocado con la imagen del dios solar, orejeras y collar de cuentas de jade. La inscripción registra que el monumento fue erigido en el año 7 Imix 14 Xul (17 de mayo de 787) y lo describe con el título de Aj bolon baak, el de los muchos cautivos, también incluye el nombre del escultor se llamó Bahlam.
Monumento 151 es una escultura de bulto que representa un cautivo tomado en batalla señala que el prisionero era un aj k’uhu’n, alto dignatario con funciones sacerdotales y políticas.
Monumento 152 es una escultura de bulto que representa un cautivo tomado en batalla llamado Chan, se puede apreciar la actitud de sojuzgamiento, los brazos atados a la espalda y las largas orejeras de papel denotan su condición.
Monumento 154 esta lápida muestra, labrado en altorrelieve, a un cautivo amarrado, de rodillas y con una larga orejera de tela o papel que indica su próximo sacrificio. En el taparrabo está su nombre y procedencia, y su captor, en este caso el Gobernante 4.
Monumento 158 tiene una fecha muy tardía, en el año 904 d. C., al final del período clásico. Fue erigido durante el reinado del Gobernante 8.
Monumento 161 es un disco conmemorativo el texto de este altar, dedicado por K'inich Ich'aak Chapat, registra la fecha 5 Eb 10 Yaxk’in (16 de junio de 730), para enaltecer el evento acaecido. El número y el nombre 5 Eb se repiten en el centro, ese día, se cumplían 42 años de la entronización de K’inich B’aaknal Chaahk, ocurrida en un 5 Eb pero del año 688, su tumba fue objeto de un rito que involucró el uso de fuego.
Monumento 166 esta escultura hoy parcialmente destruida originalmente tallada 708-721 d. C. como retrato del Gobernante 4. Fue reutilizado, probablemente durante el siglo XVII, como el pedestal de una pila bautismal cristiana para la iglesia San Jacinto de Polonia en Ocosingo, Chiapas.

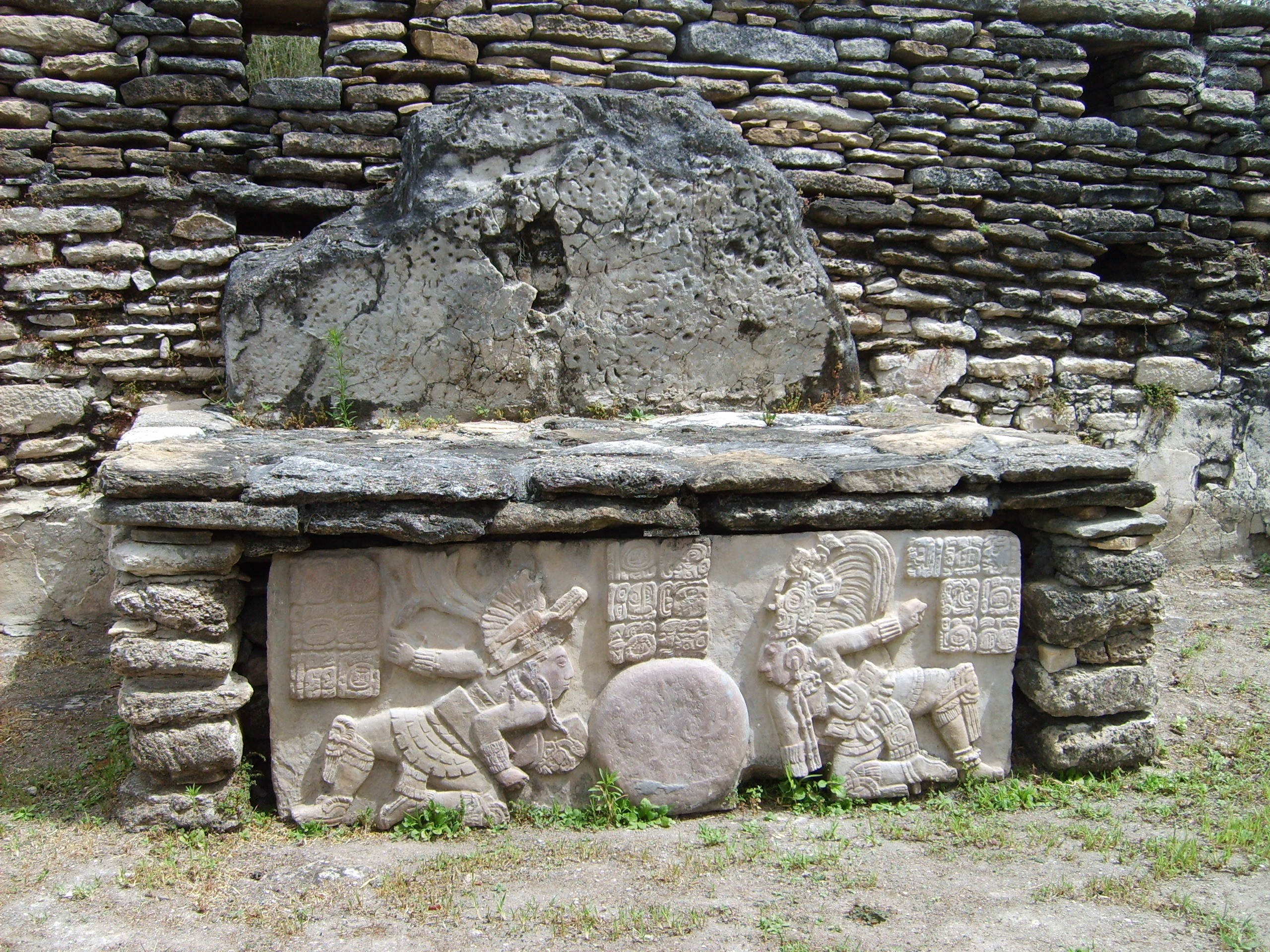
Monumento 172

Monumento 172 tablero de forma cúbico rectangular, que representa una escena de juego de pelota. Este monumento fue dedicado por el Gobernante 4, cuatro años después de su ascensión al trono y veinte años después de la muerte de su antecesor, posiblemente para conmemorar su triunfo en un juego de pelota. Los glifos relatan que el 9.14.16.2.12, 7 Eb 5 K'ank'in (28 de octubre del 727 d. C.) se entabló en el inframundo una partida de juego de pelota entre el K’inich B’aaknal Chaahk situado a la izquierda, hacia el Oriente, del lado de la vida; el gobernante lleva un tocado con el ave del inframundo y este se encuentra a punto de pegarle a la pelota con lo que parece ser una palma insertada en un yugo y el Gobernante 2 situado a la derecha, hacia el Poniente, donde muere el Sol; viste como el héroe gemelo Ixbalanqué portando orejeras y un tocado de máscara solar con las mandíbulas descarnadas del monstruo de la oscuridad que remata en plumas representando los rayos solares. Además de sus atributos personales, ambos se encuentran ataviados con rodilleras, faldellín de cuero, yugo, palma y hachas emblemáticas. La escena representa en si la tercera creación del universo, cuando uno de los héroes gemelos del Popol Vuh venció a los señores del inframundo para liberar a los hombres del frío y la oscuridad.
Monumento 175 registra una ceremonia de entrada del fuego que Kinich Chapat llevó a cabo en la tumba del Gobernante 1, el fundador de la dinastía local, en la fecha 3 Manik’ 0 Muwaan, equivalente al 31 de octubre de 799. También menciona que diez años antes, en 2 Muluk 12 Ch’e’n (13 de julio de 789), Kinich Chapat capturó a Aj Chan Chih, un noble originario de un sitio llamado Pomoy. La escena muestra a este prisionero, amarrado y llevándose una mano a los labios, gesto corporal que indica temor.
Monumento 178 muestra prisionero a un señor de Palenque llamado K’awiil Mo’, ya inmovilizado mediante sogas y con tocado que representa la cabeza de una guacamaya y el espejo humeante de K'awiil. Esto auspiciado por del gobernante K’inich B’aaknal Chaahk.
Friso de las Cuatro Eras o Friso de los Cuatro Soles Los arqueólogos lo descubrieron durante las excavaciones realizadas en 1992 data del 500-687 d. C. Es un mural de estuco ubicado en el extremo este de la quinta terraza, mide 3.30 metros de altura por 16 metros de largo y se encuentra detrás de tres altares. Representa una compleja escena sobrenatural dividida en cuatro por bandas cubiertas de plumas, en los cruces de las bandas hay unos medallones de plumas, estas plumas representan la sangre y al centro de este aparece la cabeza descendiente de un decapitado, el de la izquierda de rasgos masculinos y el de la derecha de rasgos femeninos estos aluden a los Wayob (compañeros espirituales) de la élite maya, el medallón del centro tiene un cráneo como decoración, estos medallones representar a los soles muertos. En el triángulo inferior de la primera sección empezando por la derecha, representa a Ixbalanqué cayendo hacia la casa de la oscuridad y el inframundo, su pelo esta atado con un gran moño decorado con el símbolo del espejo humeante y de su boca surgen rizos de humo. En la segunda sección narra otra de las escenas del Popol Vuh, muestra a Hunahpú recostado sobre un trono con su típico tocado de pescado y como derriba con su cerbatana a Vucub Caquix. La tercera sección es la mejor conservada y muestra una forma sobrenatural esquelética llamada Ak Ok Kimi ("Muerte del pies de tortuga") llevando caparazones de tortuga en sus pies, en su mano derecha lleva una cabeza cortada, perteneciente a uno de los grandes señores de Palenque y en su mano izquierda lleva una serpiente la Nauyaca una de las más venenosa del sur de México; esta sección incluye otra figura, la de un pequeño roedor que sostiene con las manos una pelota amarrada y de la que se puede apreciar la imagen de la cabeza de un cautivo, además de llevar en su espalda y la mejilla símbolos relacionados con Venus. La cuarta sección se encuentra totalmente destruida y solo se conservan los restos del círculo central. La escena representa en si la cuenta del dominio alternado que existe en el inframundo, en la tierra y en el cielo y de como las deidades de los cuatro rumbos se remplazan cíclicamente durante el año. El friso una vez estuvo pintado brillantemente en rojo, azul maya, ocre, negro y blanco. Este friso tiene fuertes paralelismos estilísticos con pinturas murales del Palacio de Atetelco de la gran metrópolis de Teotihuacán, en el lejano Valle de México.

## Listado de señores de Toniná
Se conoce el nombre de algunos de los gobernantes de Toniná, gracias a haber sido localizadas algunas inscripciones, en los monumentos de la ciudad, siendo dichos nombres:
- Gobernante 1, Itzamna:J-?, Cabeza de Reptil (ca.514?)
- B'alam Ya-? Ahk-Al, Jaguar Pájaro Pecarí, Zots Choj Muan (en el siglo VI)
- Chak B'olon Chaak (Dios Gran/Rojo Nueve/Mucha Lluvia) (?)
- K'inich Hix Chapat, Gran-Sol Jaguar Ciempiés (615-665?)
- Gobernante 2, Yuknoom? ?-Way, CasperJaguar, (668-687)
- K'inich B'aak Nal Chaak, Resplandeciente Señor de la Lluvia y el Inframundo (entre 688 y 704?)
- Gobernante 4, K'inich K'ak', Gran-Sol Jaguar Dios del Fuego (708-721?)
- K'inich Ich'aak Chapat, Gran-Sol Garra Ciempiés (723-739?)
- K'inich Tuun Chapat, Gran-Sol Piedra Ciempiés (ca. 762?)
- Gobernante 8, K'inich Chapat, Gran-Sol Ciempiés (ca. 787-806?)
- Uh Chapat, Luna Ciempiés (ca.837?)
- Gobernarte 10 (ca. 901?)